# Дикарбонилрутений
Дикарбонилрутений — неорганическое соединение, 
карбонильный комплекс рутения
с формулой Ru(CO)2,
аморфное или кристаллическое вещество,
растворяется в воде.

## Физические свойства
Дикарбонилрутений получают в виде нелетучего коричневого аморфного вещества
или летучих кристаллов.
Растворяется в воде.